# Maggie Vessey
Maggie Vessey (née le 23 décembre 1981 à Soquel) est une athlète américaine, spécialiste du 800 mètres.

## Biographie
Son meilleur temps est de 1 min 57 s 84, réalisé à Monaco le 28 juillet 2009.
Elle est très connue dans le monde de l'athlétisme pour ses tenues dont certaines en collaboration avec le designer Merlin Castell.

## Palmarès
| Date | Compétition               | Lieu          | Résultat | Épreuve   | Temps         |
| ---- | ------------------------- | ------------- | -------- | --------- | ------------- |
| 2009 | Finale mondiale           | Thessalonique | 2e       | 800 m     | 2 min 00 s 31 |
| 2009 | DécaNation                | Paris         | 1re      | 800 m     | 2 min 02 s 73 |
| 2011 | Championnats du monde     | Daegu         | 4e       | 800 m     | 1 min 58 s 98 |
| 2011 | DécaNation                | Nice          | 1re      | 800 m     | 2 min 00 s 39 |
| 2015 | Relais mondiaux de l'IAAF | Nassau        | 1re      | 4 × 800 m | 8 min 00 s 62 |